# Eriah Hayes
Eriah Joseph Hayes (* 7. Juli 1988 in La Crescent, Minnesota) ist ein ehemaliger US-amerikanischer Eishockeyspieler, der im Verlauf seiner aktiven Karriere zwischen 2009 und 2016 unter anderem 19 Spiele für die San Jose Sharks in der National Hockey League auf der Position des rechten Flügelstürmers bestritten hat. Zudem absolvierte Hayes weitere 168 Partien in der American Hockey League (AHL).

## Karriere
Nachdem Hayes bis zum Sommer 2007 im High-School-Team seiner Geburtsstadt gespielt hatte, schloss er sich zu Beginn der Saison 2007/08 den Topeka Roadrunners aus der North American Hockey League an. Dort verbrachte er eine Spielzeit, bevor er zu den Waterloo Black Hawks in die United States Hockey League wechselte, die ihn zuvor im Entry Draft der Liga ausgewählt hatten. Auch dort hielt es ihn nur ein Spieljahr, da der Flügelstürmer im Sommer 2009 an die Minnesota State University, Mankato wechselte. Mit deren Eishockeyteam spielte er für die folgenden vier Jahre in der Western Collegiate Hockey Association, einer Division der National Collegiate Athletic Association. Binnen der vier Jahre wurde Hayes in zahlreiche Auswahlteams berufen.
Ungedraftet durch ein Franchise der National Hockey League wurde der Free Agent im April 2013 nach Beendigung seiner Zeit am College dennoch von den San Jose Sharks aus der NHL unter Vertrag genommen. Diese setzten ihn ab diesem Zeitpunkt bei ihrem Farmteam, den Worcester Sharks, in der American Hockey League ein. Der US-Amerikaner verbrachte dort die beiden Spielzeiten zwischen 2013 und 2015. In beiden Spieljahren kam er jedoch auch zu NHL-Einsätzen in San Jose. In insgesamt 19 NHL-Begegnungen konnte er ein Tor erzielen. Nach Auslauf seines Vertrags im Sommer 2015 wurde Hayes von den Chicago Wolves aus der AHL verpflichtet. Dort beendete er die Saison 2015/16. Nach einer Auszeit gab der US-Amerikaner im Oktober 2017 sein Karriereende bekannt.

## Erfolge und Auszeichnungen
- 2008 NAHL First All-Rookie Team
- 2011 WCHA All-Academic Team
- 2013 WCHA All-Academic Team
- 2013 WCHA Third All-Star Team

## Karrierestatistik
(Legende zur Spielerstatistik: Sp oder GP = absolvierte Spiele; T oder G = erzielte Tore; V oder A = erzielte Assists; Pkt oder Pts = erzielte Scorerpunkte; SM oder PIM = erhaltene Strafminuten; +/− = Plus/Minus-Bilanz; PP = erzielte Überzahltore; SH = erzielte Unterzahltore; GW = erzielte Siegtore; 1 Play-downs/Relegation; Kursiv: Statistik nicht vollständig)